# Fidena trinidadensis
Fidena trinidadensis är en tvåvingeart som beskrevs av David Fairchild och Aitken 1960. Fidena trinidadensis ingår i släktet Fidena och familjen bromsar. Inga underarter finns listade i Catalogue of Life.